# Усть-Ілімський трамвай
Усть-Ілімський трамвай — закрита трамвайна мережа в місті Усть-Ілімськ, Росія, одна з небагатьох в Росії, що офіційно використовувалася як швидкісний трамвай.

## Історія
Трамвайний рух в Усть-Ілімську відкрили 15 вересня 1988 року.
З 1 січня 2021 року вартість проїзду скасували для будь-якої категорії пасажирів, а у розкладі руху була встановлена щоденна денна перерва з 11:30 до 14:00. Саме в цей час трамвайний рух не здійснювався.

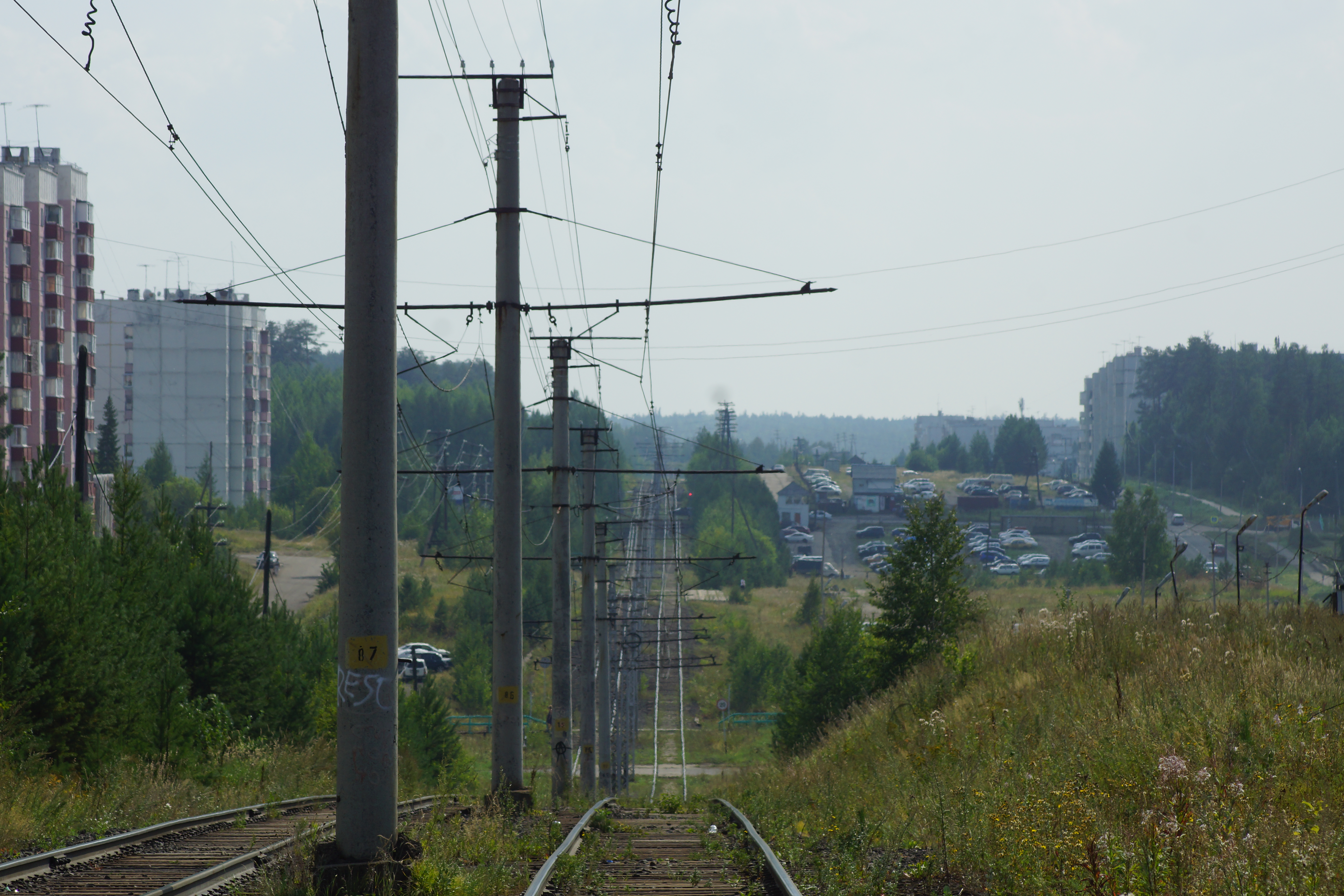
Трамвайна лінія в Усть-Ілімську

21 грудня 2022 року став останнім днем роботи Усть-Ілімського трамваю у звичайному режимі за маршрутом «9-й мікрорайон — Північна ТЕЦ». О 21:31 трамвайна СБО № 055+056 зайшла у депо, виконавши останній рейс від кінцевої зупинки «9-й мікрорайон» у депо, і тим самим закривши лінійний рух. Проте, до 30 грудня 2022 року трамваї виконували скорочені службові рейси за маршрутом «Депо — Північна ТЕЦ» по два рейси вранці та ввечері. Саме в цей день, о 19:45, трамвайна СБО № 014+017 зайшла у депо о 19:45. 31 грудня 2022 року трамвайний рух в місті припинено.

## Маршрути

Схема трамвайних маршрутів Усть-Ілімська

Лінія сполучала лісопромисловий комплекс з житловими кварталами міста, пролягала лише правобережною частиною міста. Інтервал руху трамваїв становив від 5 хвилин у «піковий час» до 30 хвилин у «міжпіковий час». У кожному вагоні був кондуктор.
Існувало лише два маршрути:
| Трамвайні маршрути Усть-Ілімська | Трамвайні маршрути Усть-Ілімська | Трамвайні маршрути Усть-Ілімська                                                  |
| №                                | Маршрут руху | Примітка                                                                          |
| -------------------------------- | --- | --------------------------------------------------------------------------------- |
| 1                                | 9-й мікрорайон — вул. 40-річчя Перемоги — вул. Димитрова — вул. Мрійників — Дачи — Трамвайне депо — Агрофірма «Ангара» — Целюлозний завод — Північна ТЕЦ |                                                                                   |
| 1у                               | 9-й мікрорайон — вул. 40-річчя Перемоги — вул. Димитрова — вул. Мрійників — Дачи — Трамвайне депо                                                        | Скорочений маршрут № 1 у позапіковий час та рейси, що виконувалися з міста у депо |

## Рухомий склад
| Рухомий склад | Рухомий склад                            | Рухомий склад                           |
| Тип моделі    | Кількість (на початку 2010-х років), шт. | Кількість (станом на грудень 2022), шт. |
| Пасажирський  | Пасажирський                             | Пасажирський                            |
| ------------- | ---------------------------------------- | --------------------------------------- |
| КТМ-5         | 45                                       | 24                                      |
| Службовий     |                                          |                                         |
| КТМ-5         | 3                                        | 4                                       |
| ВТК-01        | 1                                        | 2                                       |
| TK-28         | 1                                        |                                         |
| ГС-4 (КРТТЗ)  |                                          | 2                                       |

## Вартість проїзду
| Динаміка вартості проїзду | Динаміка вартості проїзду | Динаміка вартості проїзду |
| Дата                      | До депо, ₽                | До промзони, ₽            |
| ------------------------- | ------------------------- | ------------------------- |
| 1 липня 2018              | 35,00                     | 55,00                     |
| 1 липня 2019              | 40,00                     | 65,00                     |
| 1 січня 2021              | безкоштовно               | безкоштовно               |